# Менконико
Менконѝко (на италиански: Menconico, на местен диалект: Minchinigh, Минкиниг) е село и община в Северна Италия, провинция Павия, регион Ломбардия. Разположено е на 728 m надморска височина. Населението на общината е 361 души (към 2017 г.).